# Ampelocissus nitida
Ampelocissus nitida är en vinväxtart som först beskrevs av Laws., och fick sitt nu gällande namn av Jules Émile Planchon. Ampelocissus nitida ingår i släktet Ampelocissus och familjen vinväxter. Inga underarter finns listade i Catalogue of Life.